# Jurij Nolev-Sobolev
Jurij Nolev-Sobolev (Юрий Нолев-Соболев) (Mosca, 22 agosto 1928 – Carskoe Selo, 14 dicembre 2002) è stato un artista russo, una delle figure principali dell'arte non ufficiale sovietica, fra i creatori dell'arte concettuale russa.

## Biografia
1947 – 1953 Studente dell'Istituto Poligrafico di Mosca
1956 Fa amicizia con Ülo Sooster, un artista estone che è appena tornato da un campo di concentramento sovietico. Insieme creano il gruppo artistico noto come gruppo Sobolev-Sooster, che poi sarà conosciuto come gruppo Sretenskij Bulvar ("Сретенский Бульвар")
1956 – 1970 Lavora assieme a Sooster, svolgendo nel “sottosuolo” una serie di esperimenti nel campo dell'arte non ufficiale, che alla fine li avvicina al linguaggio dell'arte concettuale.  La ricerca del gruppo coinvolge altri artisti ed avvia un processo, nell'arte russa dell'epoca, soprattutto a Mosca, che poi sarà noto come il movimento artistico del Concettualismo Moscovita.
1959 – 1966 Al gruppo di Sobolev e Sooster si aggiungono gli artisti Il'ja Kabakov, Ernst Neizvestnij, Vladimir Jankilevskij, Viktor Pivovarov.
1960 – 1980 Curatore artistico e illustratore per la casa editrice Znanie e per la rivista Dekorativnoe Iskusstvo. Direttore artistico e illustratore per la rivista Znanie – Sila.
1967 – 1968 Assieme al regista Andrej Chržanovskij, al compositore Alfred Šnitke e all'artista Ülo Sooster lavora come direttore artistico per il cartone animato “L'armonica di vetro” (Стеклянная гармоника), un film che analizza il rapporto fra il potere, l'uomo e l'arte.
1969 La censura sovietica vieta la proiezione e la diffusione in qualsiasi forma del cartone L'armonica di vetro
1971 – 1972 Lavora come direttore artistico per “Babochka”, un cartone animato del regista Andrej Chržanovskij
1975 – 1992 Produce una serie di slide-film e di installazioni audio-video.
1976 – 1978 Direttore artistico del restauro di alcuni film, tra cui il film di Sergej Michajlovič Ėjzenštejn Que viva Mexico! (Да здравствует Мексика!)
1980 – 1997 Lavora come coautore, coproduttore e condirettore teatrale assieme al regista Michail Choussid per gli spettacoli:
1981 La lettera (Rabindranath Tagore)
1982 – 1984 Krishna (Mahabharata)
1983 Cos'è successo dopo la Salvazione? (sulle tracce di R.Young e J.D. Salinger) Versione I.
1988 Cos'è successo dopo la Salvazione? Versione II.
1989 La storia del dottor Faust
1990 Ich Komma Faust
1991 – 1992 Il flauto magico. (Gran Premio del Festival Internazionale del Teatro a Creta)
1992 Don Juan. (Gran Premio del Festival Internazionale del Teatro a Lugano)
1996 – 1997 Bobo is dead. Pardon me, my Babylon
1990 Con Khoussid, fondano “Interstudio”, Studio Internazionale di Teatro di Sintesi e Animazione a Carskoe Selo, San Pietroburgo, Russia
1990 – 2002 Professore della cattedra d'Arte Moderna e Strategie dell'Arte Moderna per Interstudio
1993 Assieme a Khoussid inventa e organizza "KUKART" Festival Internazionale di Arte Sintetica, Musica e Teatro d'animazione
1995 Gli studenti di Nolev-Sobolev organizzano il gruppo artistico “Zapasnyj Vykhod”“Zapasnyj Vykhod” Archiviato l'11 giugno 2012 in Internet Archive. da cui escono alcuni noti artisti, performers, curatori e critici d'arte
1995 – 2002 Curatore artistico del gruppo Zapasnyj Vykhod
2002 Muore il 14 dicembre a Carskoe Selo, San Pietroburgo. Viene sepolto vicino a Carskoe Selo, San Pietroburgo, Russia

## Mostre

### Personali
- 1985 Ambasciata di Malta a Mosca (Russia)
- 1988 Associazione “Hermitage”, Mosca (Russia)
- 1988 Galleria “East-West”, Zurigo, Svizzera
- 1993 Galleria Grenacher, Zurigo, Svizzera

### In coppia
Con Gala Metelitchenko
- 1990 Galleria "A-16", Zurigo, Svizzera
- 1991 Galleria "Near the old german school", Thun, Svizzera
- 1992 Zaager's gallery, Zurigo, Svizzera
- 1993 Festival internazionale "Kukart"[8], Zarskoe Selo, San Pietroburgo, Russia

### Collettive
- 1962 Mostra dello studio artistico di Белютин, Элий Михайлович (Beljutin) con la partecipazione di Nolev-Sobolev, Sooster, (Янкилевский, Владимир Борисович) Vladimir Yankilevsky. Via Bolshiaja Kommunisticheskaja (Taganka), Mosca
- 1962 Hotel “Yunost”, Mosca (Russia)
- 1962 Spazio espositivo centrale di Mosca "Manege".

La prima mostra d'arte non ufficiale, organizzata per i vertici del partito comunista dell'URSS, con la speranza di stabilire un dialogo con lo stato. Il capo dello stato, Nikita Chruščёv, visita la mostra e la fa smantellare, accusando gli artisti di attività antisovietica e anticivile. Mosca
- 1965 "Alternative attuali 2", Castello Spagnolo, L'Aquila, Italia
- 1965 "Nove pittori russi", Danzica, Polonia
- 1966 “Sedici pittori russi”, Poznań, Polonia
- 1966 “Nuova pittura moscovita”, Lugano, Svizzera
- 1967 “Giovani pittori moscoviti”, Cremona, Italia
- 1967 “Quindici giovani pittori moscoviti”, Galleria “Il Segno”, Roma Italia
- 1969 “La nuova scuola di Mosca”[collegamento interrotto], Galleria D'Arte Filippo Pananti &C, Firenze, Italia
- 1970 “Nuove tendenze a Mosca” Museo Civico di Belle Arti, Lugano, Svizzera
- 1972 Fondazione Mirò, Barcellona, Spagna
- 1974 “Tendenze progressiste a Mosca, 1957 - 1970”, Bochum, Germania
- 1977 Biennale “Prospettiva non ufficiale”, Venezia, Italia
- 1979 “Il 20º compleanno dell'arte sovietica non ufficiale”, Bochum, Germania
- 1986 “Artisti moscoviti” Spazio espositivo di Via Malaya Gruzinskaya, Mosca, Russia
- 1986 Esposizione della collezione privata di Vladimir Tarasov, Museo d'Arte Statale, Vilnius, Lituania
- 1987 “Il 30º compleanno dell'arte sovietica non ufficiale”, Associazione “Hermitage”, Mosca, Russia
- 1988 "Live - See", Museo d'Arte, Berna, Svizzera
- 1989 “La magia russa” (insieme a Eduard Gorokhovsky), Galleria “East-West”, Zurigo, Svizzera
- 1990 "Art Mass", Basilea, Svizzera
- 1990 Galleria Domberger, Stoccarda, Germania
- 1990 Galleria Seltz, Düsseldorf, Germania
- 1991 “L'Arte diversa”, Galleria statale Tret'jakov, Mosca, Russia

## Le opere di Yiuri Nolev-Sobolev si trovano a
- Museo del cinematografo, Mosca
- Museo Statale, Stoccarda, Germania
- Museum Baviera, Zurigo, Svizzera
- Galleria "Near the old german school", Thun, Svizzera
- Galleria Seltz, Düsseldorf, Germania
- Galleria "Moscow Palette", Mosca

## Collezione private
- Vladimir Tarasov, Vilnius, Lituania
- N. Manienan, Parigi, Francia
- P. Fasler, Zurigo, Svizzera
- A. Benninger, Zurigo, Svizzera
- Heinz-Erich Gödecke und Cornelie Müller-Gödecke, Amburgo, Germania